# Трестман, Гершон
Гершон Трестман (род. 29 июля 1947, Минск) — русский/израильский поэт, прозаик, публицист.

## Биография
Родился в Минске, там же окончил школу и Белорусский политехнический ин-т. Работал слесарем, инженером. После редакторских курсов Московского полиграфического ин-та — редактор белорусского изд-ва «Вышэйшая школа».
В Израиле с 1990 года, живёт в Иерусалиме. Активист партии Наш дом Израиль.
Член Союза писателей Израиля, Содружества русскоязычных писателей Израиля «Столица», Международной федерации русских писателей. Член Международной академии наук, образования, технологии и искусств (The International Academy of sciences, education, industry & arts, Калифорния, США). В 2017 году за достижения в области литературы и искусств награждён золотой медалью Академии.
В 2008 году в газете «Вести» опубликован отрывок из поэмы Трестмана «Парадигма Либермана», который арабская общественность расценила как оскорбление арабского населения Израиля. Эта история широко освещалась в печати, она совпала с «карикатурной интифадой», когда датская газета «Jyllands-Posten» опубликовала карикатуру на пророка Мухаммеда. Дело рассматривалось в мировом суде Тель-Авива.
Печатался в периодических изданиях и сборниках России, Белоруссии, Израиля, США, Канады и др.
- Премия им. Юрия Штерна (2012)
- Премия им. Юрия Нагибина (2014)[4].

## Творчество
В стихах Гершона Трестмана преобладает философско-медитативная парадигма; лирическое течение стихотворения поддерживается средствами публицистической напряжённости языка и экспрессивной поэтикой. Такой жанр в литературе принято называть медитативной лирикой. Майя Каганская в послесловии к поэме «Голем» называет стих Трестмана «пушкинско-некрасовским, успешно прошедшим выучку русского модерна XX века; неоклассицизмом эпохи постмодернизма». Поэма «Голем, или проклятие Фауста» положена на музыку известным израильским скрипачом М. Шмиттом.

## Книги
- «Перешедший реку». − Тель-Авив (1996).
- «Голем, или Проклятие Фауста». − Москва (2007).
- «Маленькая страна с огромной историей». Предисл. Авигдора Либермана. − Израиль (2008).
- «Большая история маленькой страны». − Израиль (2011).
- «Свиток Эстер». − Иерусалим, «Скопус» (2013).
- «Земля оливковых стражей». − Иерусалим (2013).
- «Израильский узел. История страны − история противостояния». − «Книга-Сэфер» (2014).
- «Земля оливковых стражей». − Иерусалим, Изд. ЕНФ-KKL (2014).
- «Иов». − Минск. «Новые мехи» (2014).
- «…Где нет координат. Стихотворения и поэмы». − Иерусалим, «Скопус» (2017).
- «Книга Небытия». − Минск, «Логвинов» (2019).
- «Азбука для пожилых детей». - Иерусалим, «Скопус» (2023).